# 萌力星球
萌力星球（英語：StarMoly），全称厦门萌力星球网络有限公司，是中国福建省厦门市一家卡通表情包发行商，成立于2016年。该公司拥有小浣熊萌二、小龙格林等卡通形象。截至2023年，旗下表情包在微信和line有超过33亿的下载量和超过1348亿次的发送量。